# Le Début de la fin (bande dessinée)
Pour les articles homonymes, voir Le Début de la fin.
Le Début de la fin / La fin du début (aussi connu sous le nom L'épaisseur du miroir) est une bande dessinée en noir et blanc de Marc-Antoine Mathieu, le quatrième tome de la série Julius Corentin Acquefacques. Elle est sortie en 1995. L'album peut se lire à partir du début (de la fin), ou à partir de la fin (qui est un début).